# Pericasta virescens
Pericasta virescens – gatunek chrząszcza z rodziny kózkowatych i podrodziny zgrzypikowych. Jedyny przedstawiciel rodzaju Pericasta.

## Zasięg występowania
Gatunek ten występuje w Ameryce Południowej, notowany w południowej Brazylii (stany Bahia, Minas Gerais, Espírito Santo, Rio de Janeiro, São Paulo, Parana, Santa Catarina, Rio Grande do Sul) oraz Paragwaju.